# 雷氏鯊
雷氏鯊（学名：Favonigobius reichei），又名乳突鰕虎魚，为鰕虎科蜂巢鰕虎魚屬下的一个种。